# وندیس
وندیس (به لاتین: Vendise) یک روستا در استونی است که در دهستان کارلا واقع شده‌است.